# St. Michel–Mavic–Auber93
St. Michel–Mavic–Auber 93 (UCI kód: AUB) je francouzský cyklistický UCI Continental tým, jenž vznikl v roce 1994.

## Historie
V roce 1997 tým změnil své jméno na BigMat–Auber 93. Tým se ve své historii zúčastnil pětkrát Tour de France, a to v letech 1996, 1997, 1998, 1999 a 2001. V roce 2004 se jméno změnilo na Auber 93 a k předchozímu názvu se tým vrátil v roce 2010. V roce 2015 společnost BigMat znovu přestala sponzorovat tým.

## Soupiska týmu
K 1. lednu 2023
- Rudy Barbier (FRA) (* 18. prosince 1992)
- Romain Cardis (FRA) (* 12. srpna 1992)
- Nicolas Debeaumarché (FRA) (* 24. února 1998)
- Théo Delacroix (FRA) (* 21. února 1999)
- Joris Delbove (FRA) (* 15. července 2000)
- Thomas Devaux (FRA) (* 29. ledna 1997)
- Thomas Gachignard (FRA) (* 17. srpna 2000)
- Anthony Maldonado (FRA) (* 9. dubna 1991)
- Flavien Maurelet (FRA) (* 16. března 1991)
- Florian Rapiteau (FRA) (* 29. listopadu 1998)
- Morné van Niekerk (RSA) (* 17. srpna 1995)

## Vítězství na národních šampionátech
2000
 Francouzský silniční závod, Christophe Capelle
2001
 Britský silniční závod, Jeremy Hunt
2014
 Estonský silniční závod, Alo Jakin
2015
 Francouzský silniční závod, Steven Tronet